# Florești-Stoenești
Floreşti-Stoeneşti é uma comuna romena localizada no distrito de Giurgiu, na região de Muntênia. A comuna possui uma área de 40.00 km² e sua população era de 8714 habitantes segundo o censo de 2007.